# Relations entre le Pakistan et l'Union européenne
Les relations entre le Pakistan et l’Union européenne remontent à 1974 mais se sont approfondies en 2004 par la signature d'un accord de coopération. Depuis la signature de cet accord, la Commission européenne a investi près de 500 millions d'euros dans des projets et des programmes au Pakistan. 
Le document de stratégie pour le pays 2007-2013 se focalise sur la réduction de la pauvreté – notamment au travers l'aide au développement durable, la gestion des ressources naturelles, l’éducation, et le développement humain, notamment dans le Khyber Pakhtunkhwa et le Baloutchistan. 
En mars 2012, un nouveau cadre politique – le plan d'engagement quinquennal UE-Pakistan – fut signé pour se focaliser sur la coopération politique, la sécurité, la gouvernance, les droits de l'homme, le commerce, l'énergie et d'autres domaines de coopération sectorielles. 

## Sources

## Compléments